# ヴェスターブルク
ヴェスターブルク (独: Westerburg)はドイツ連邦共和国 ラインラント＝プファルツ州ヴェスターヴァルト郡にある市。

## 地理
ラインラント＝プファルツ州の東にあり、ヘッセン州との境界から4kmの位置にある。
24の自治体からなるヴェスターブルク連合自治体 (独: Verbandsgemeinde Westerburg) の行政庁所在地である。

## 姉妹都市
- ダヴェントリー(Daventry) （イギリス）
- ル・カトー＝カンブレシ(Le Cateau-Cambrésis) （フランス）
- ノバ・ビエシ・ビエルカ(Gmina Nowa Wieś Wielka) （ポーランド）
- ズウォトリヤ(Złotoryja) （ポーランド）